# Etosha-Pfanne

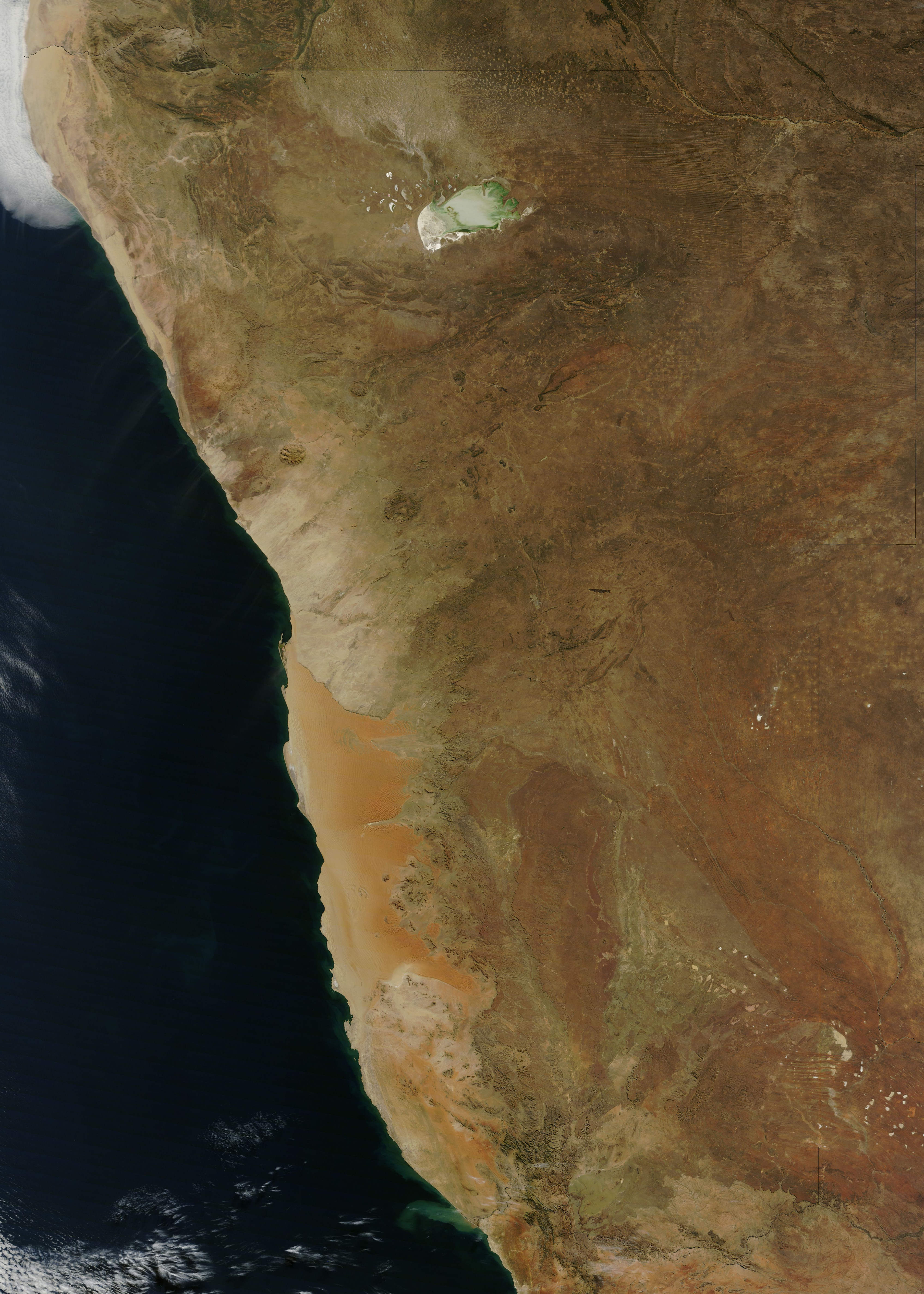
Etosha-Pfanne auf einer Satellitenaufnahme von 2011 (helle Fläche oben)

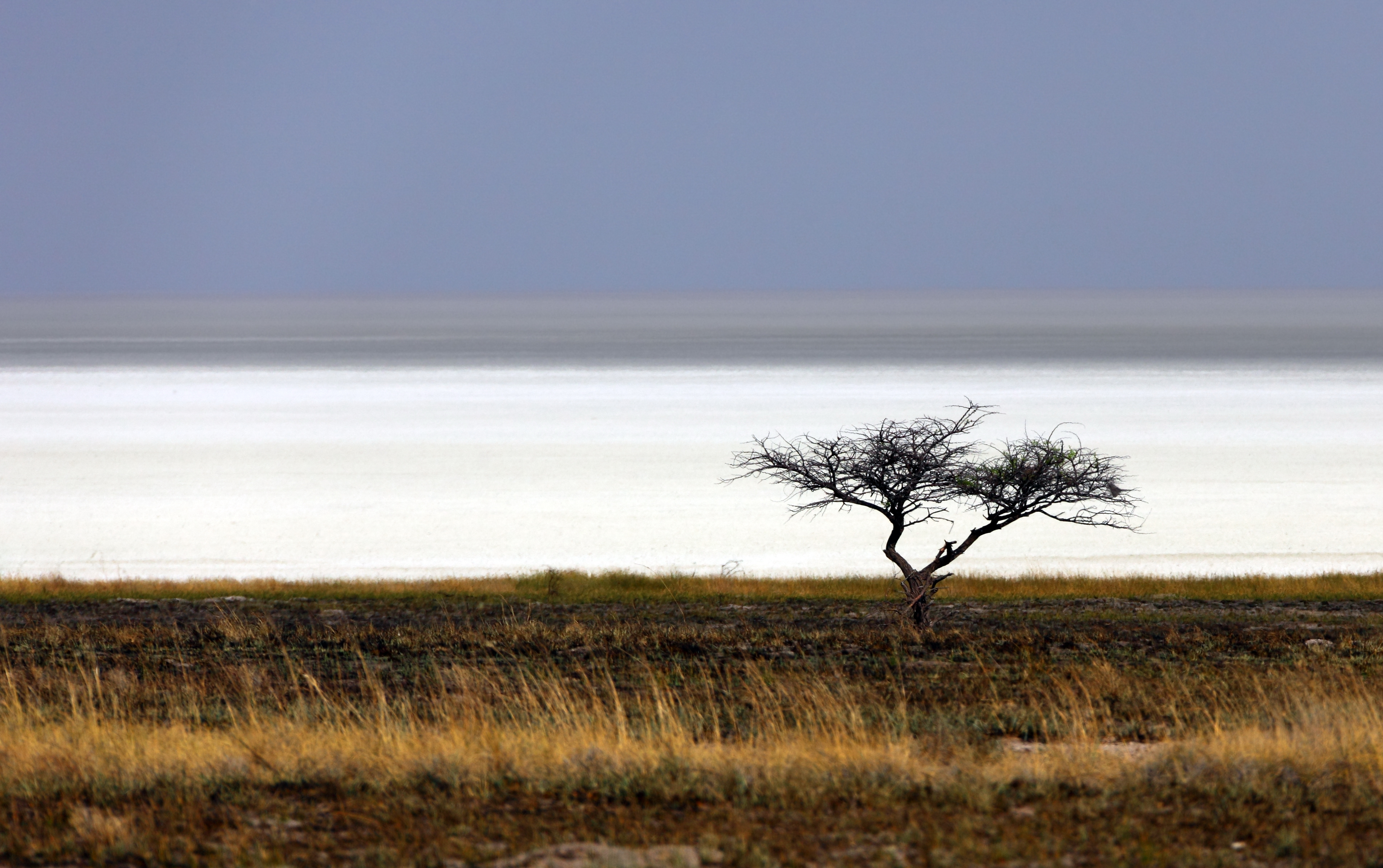
Blick auf die Etosha-Pfanne

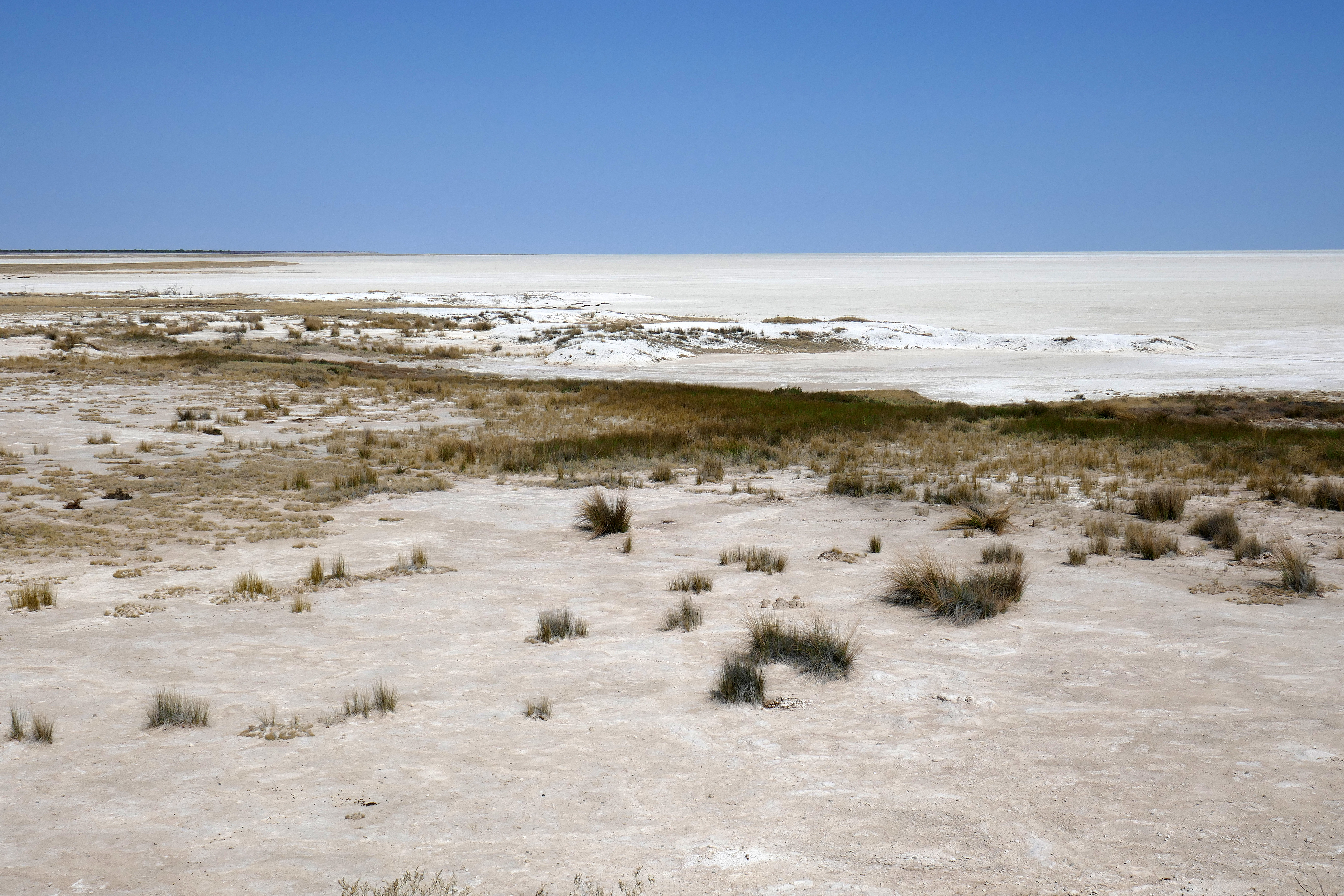
Etosha-Pfanne in der Trockenzeit

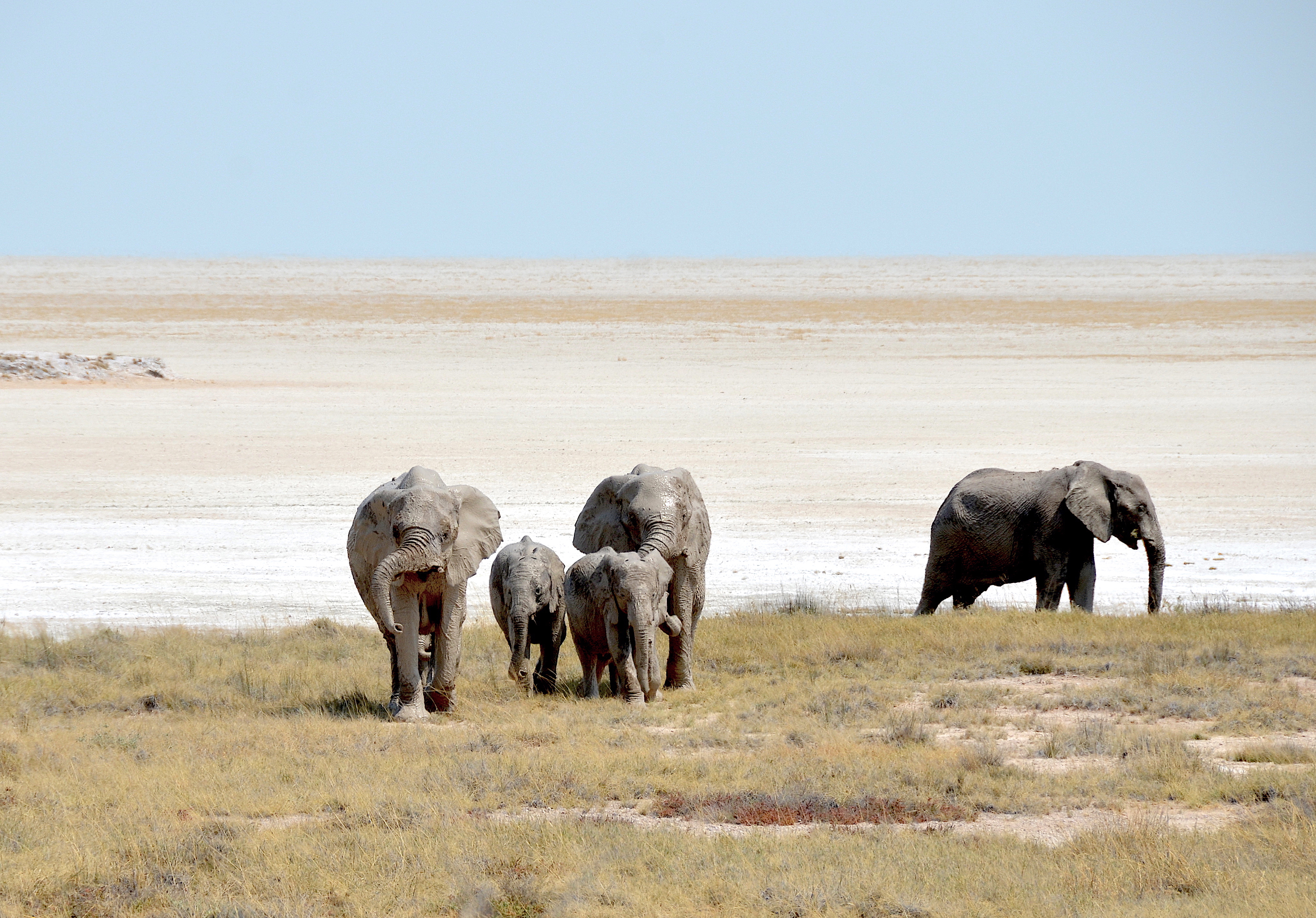
Elefanten vor der Etosha-Pfanne (2014)

Die Etosha-Pfanne (früher auch Etosa- oder Etoscha-Pfanne) ist der Boden eines periodisch zu geringen Teilen gefüllten Sees im Norden Namibias und Teil des Etosha-Nationalparks. Der Name Etosha hat seinen Ursprung in der Ovambo-Sprache und bedeutet so viel wie „großer weißer Platz“. Sie bildet zusammen mit dem Cuvelai-System und dem Oponono-See ein besonderes Feuchtgebiet gemäß der Ramsar-Konvention im Naturraum des nördlichen Landesgebietes.
Die Pfanne erstreckt sich über eine Fläche von  4760 Quadratkilometer bei einer maximalen Länge von 120 Kilometer und einer maximalen Breite von 55 Kilometer. Die Pfanne liegt ungefähr auf 1000 m über dem Meer und gehört zur Kalahari-Senke, die sich über weite Teile Botswanas, Ost- und Nordnamibias erstreckt.
Die Etosha-Pfanne steht seit Ende Oktober 2016 auf der Tentativliste Namibias zur Ernennung als namibisches Welterbe.

## Entdeckung durch Europäer
Obwohl das Gebiet des heutigen Nationalparks den ansässigen Stämmen – Ovambo, Herero und HaiǁomKlicklaut – seit Jahrhunderten als Weide und Jagdgebiet bekannt war, waren erst 1851 der schwedische Forscher John Charles Andersson und der englische Wissenschaftler Francis Galton, ein Vetter Charles Darwins, die ersten Europäer in diesem Gebiet. In seinem Reise- und Forschungsbericht „Ngamisee“ schrieb Andersson: „Im Laufe des ersten Reisetages durchquerten wir eine riesige Senke, Etosha genannt, die eine Salzkruste bedeckte und deren baumbestandener Rand sich deutlich abzeichnete. In Afrika heißen solche vergleichbaren Stellen häufig „Salzpfannen“. Die Oberfläche besteht aus grünlichem Lehm mit verstreuten kleinen Sandsteinbrocken von purpurner Farbe. In manchen Regenzeiten, erklärten uns die Ovambo, sei das Gelände überflutet und sähe dann wie ein See aus; jetzt war es aber vollkommen trocken und der Boden stark vom Salz durchsetzt.“ Die beiden machten auch im Fort Namutoni Rast.
In den 1860er-Jahren zogen auch die Dorslandtrekker (Durstland-Trecker) von Transvaal, Südafrika, kommend hier durch auf ihrem Weg nach Angola.
1876 durchstreifte der amerikanische Handelsreisende Gerald McKiernan das Gebiet, kam nach Durchquerung der Namib  zur Etosha-Pfanne und entdeckte die Quelle im heutigen Okaukuejo.

## Geologie
Die oberen Sedimentlagen der Etosha-Pfanne bilden eine Salztonebene und dadurch besitzt der Kernbereich ihrer Landoberfläche einen charakteristischen weißen und grünlichen Farbton. Diese Mineralisation macht sie zu einer weitgehend vegetationslosen Region. Im Gegensatz zu kleineren Pfannen im südlichen Afrika weist die Etosha-Pfanne nicht die Charakteristiken einer klassischen Salzpfanne auf, da sich die Sedimentfüllung der Beckenstruktur auf mehrere 1000 Meter belaufende Mächtigkeit beläuft. Die Sedimentationsabfolge besteht im Wesentlichen aus neoproterozoischen Ablagerungen (8000 m), Karoo-Gesteinen (360 m) und Kalahari-Sedimenten (600 m). Starke Deformationskräfte erzeugten und hoben an den südlichen und westlichen Beckenrandbereichen Faltungszonen, die zur Ausprägung der heutigen Beckenstruktur führten.
Die Etosha-Pfanne erstreckt sich innerhalb des Owambo-Beckens (Ovambo Basin), wo sich die frühesten Ablagerungen zu fluviatilen Nosib-Sandsteine vor etwa 900 mya ereigneten und dieses sich als intramontane Senke vor etwa 600 mya herausbildete. In der Folge wurden über einen Zeitraum von 200 mya Sedimentabtragungen aus umliegenden Gebirgsstrukturen aufgenommen. Während der Permokarbonische Vereisung (etwa 335 bis etwa 260 mya) auf dem ehemaligen Kontinent Gondwana kam es auch hier zu einer Vereisung der Landoberfläche. Die dabei sich bildenden Gletscher in den Gebirgen schoben sich in die tiefer liegenden Landschaftsteile, ebneten sie dabei weiter ein und beförderten durch ihre Auflast die weitere Ausprägung der Beckenstruktur. Dieser Zustand hielt etwa nur 20 mya an und wich langsam wärmeren klimatischen Bedingungen. Die Gletscher verschwanden und riesige Mengen an Geschiebe und feinkörnigen Substraten blieben als Dwyka-Tillite zurück. Die hier hinterbliebenen Sande bildeten erst Dünen und mit fortschreitender Kompaktion wurden daraus Sandsteineinheiten (Etjo-Sandstein), die ab 200 m unter der heutigen Landoberfläche durch Bohrungen aufgefunden wurden. Als der Gondwana-Kontinent zerbrach, also vor etwa 120 mya, kam es zu Hebungen der Gegenden um das Owambo-Becken. Die damit einhergehende Reliefänderung bewirkte einen Anstieg des Gefälles von den Beckenrändern hin zu den tieferen Lagen, was wiederum die Erosionsneigung umliegender Karbonatgesteinsgebirge und der angrenzenden Hochlagen in Südangola verstärkte. Damalige Wasserläufe transportieren Verwitterungsschutt in die tiefen Beckenzonen und bedeckten die Sandablagerungen. Durch diese Wasserzuflüsse, insbesondere aus Richtung Norden, wozu damals auch der Kunene gehörte, entstand ein großer See. Die in das Becken strömenden Wassermengen verließen es an dessen südwestlichen Rand durch das Tal des Hoanib. Seit etwa 7 mya bildete sich das heute der Etosha-Pfanne zufließende Flusssystem heraus. Klimaänderungen bewirkten jedoch um 3 mya vor unserer Zeit eine Verringerung der Wassermengen und die Verdunstung nahm zu. In dessen Verlauf endete auch der Abflussweg durch den Hoanib, der in seinem Oberlauf sich mit Schluchten (Khowarib-Schlucht, so viel wie „Die Pforte“) in das Geländerelief eingeschnitten  und seine Wasserfracht zum Atlantik gebracht hatte. Noch vor etwa 35.000 Jahren übernahm an der Nordwestseite des großen Sees der Kunene die Entwässerung zum Atlantik, bis auch dieser Verlauf durch tektonisch verursachte Geländehebungen unterbrochen wurde. Die nun abflusslose Situation in der verbliebenen Senke führte zur fortwährenden Evaporation und der Wasserkörper versalzte zunehmend.

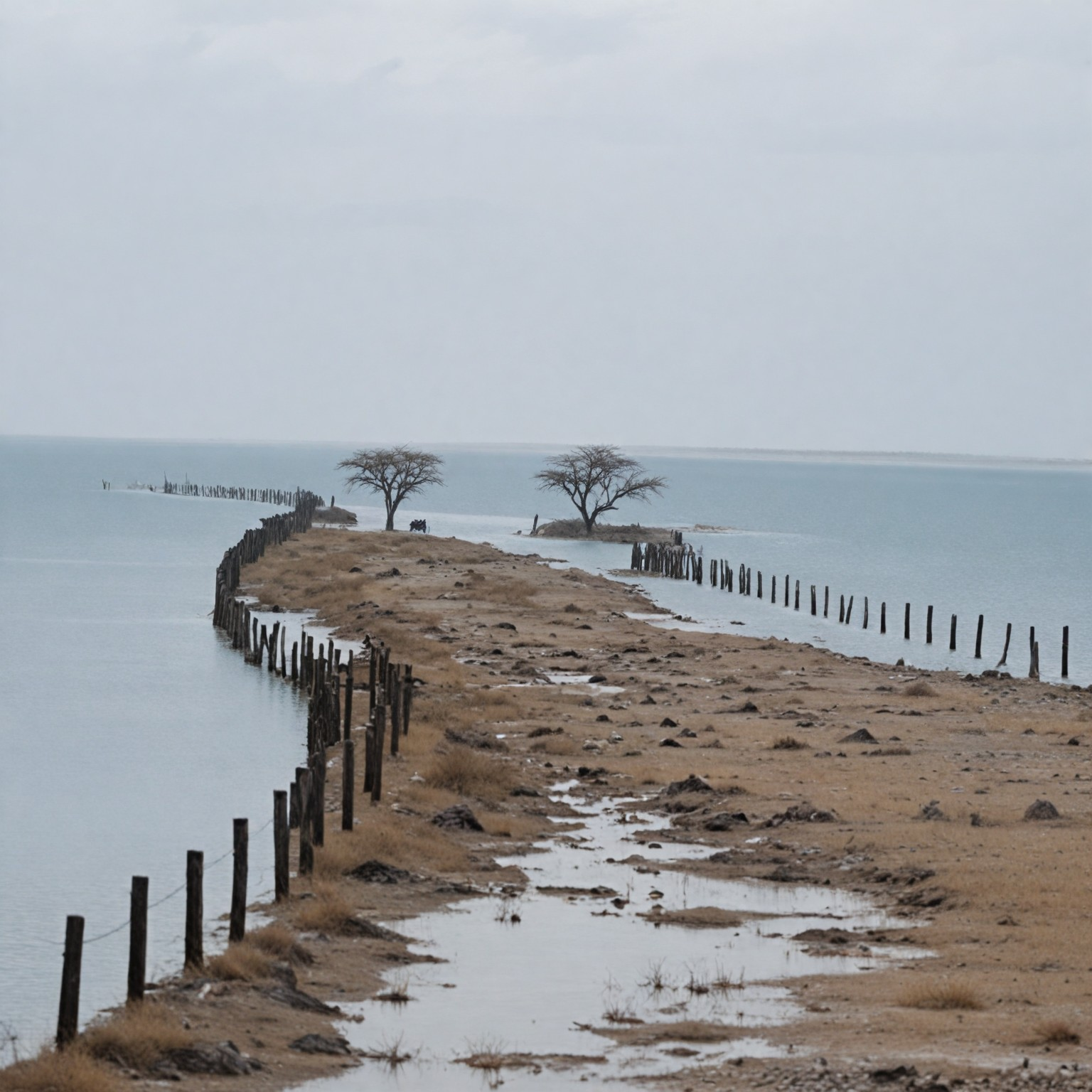
Teilbereich der Etosha-Pfanne bei hoher Wasserführung (Juli 2024)

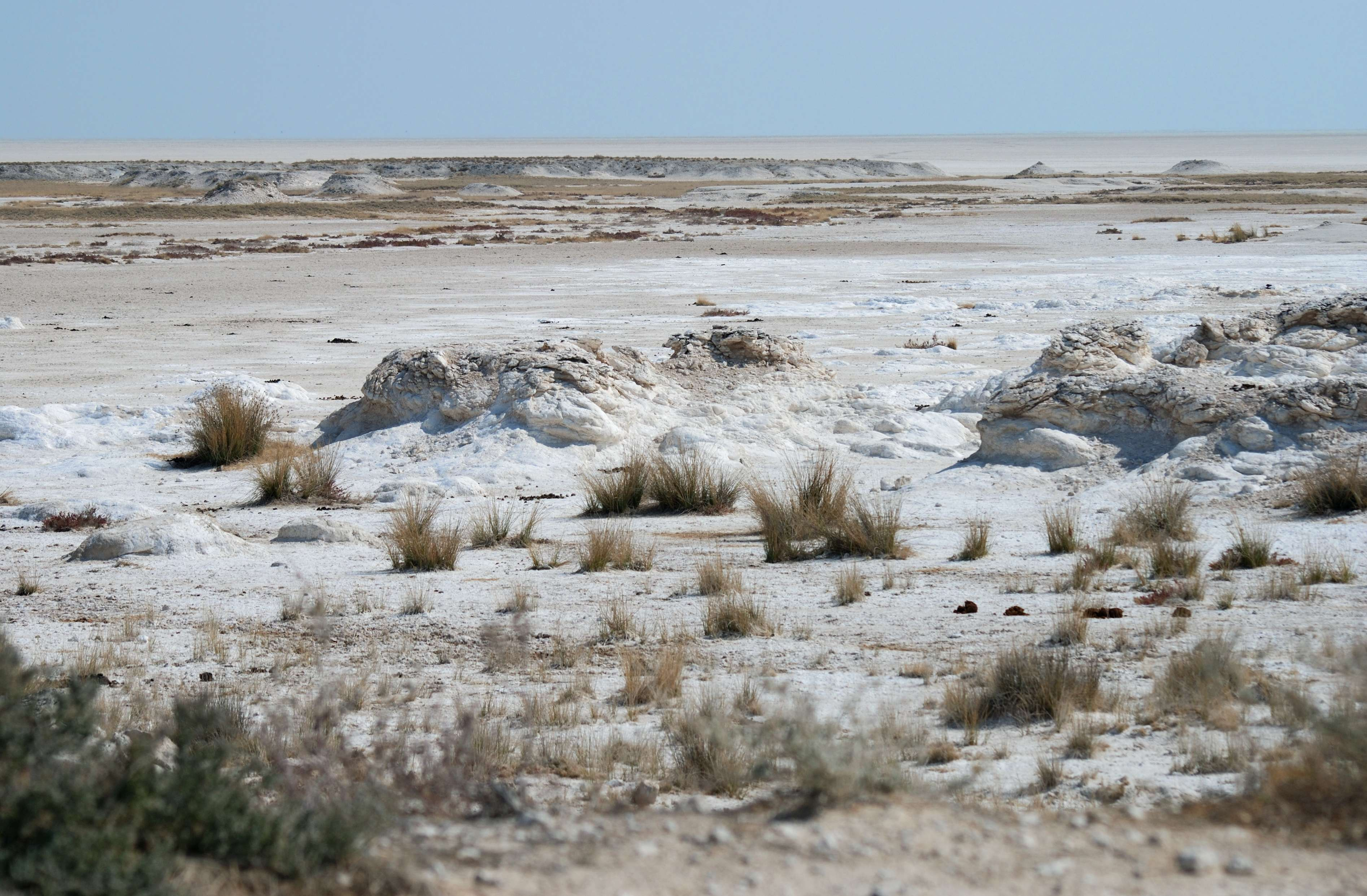
Salzkrusten an einer Uferzone

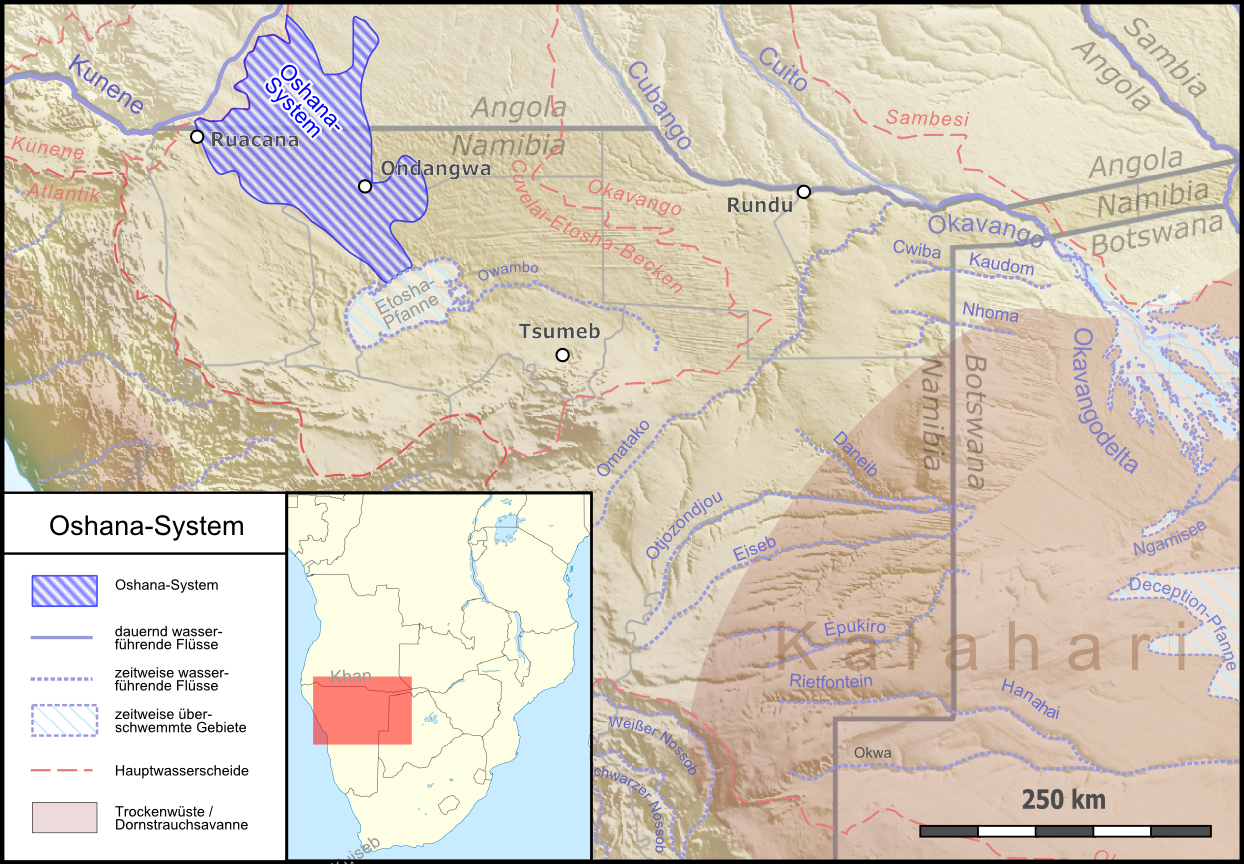
Die Etosha-Pfanne und das Oshana-System im Owambo-Becken

Außerhalb der eigentlichen Pfanne gibt es zahlreiche natürliche Wasserstellen durch artesische Quellen (unter natürlichen Druck stehendes Grundwasser), den Grundwasserspiegel oder Kontakt-Quellen (Formationen unterschiedlicher Durchlässigkeit treffen aufeinander).
Die von regionalen Einwohnern genutzten Wasserstellen in den der weitgehend unbelebten Salztonebene vorgelagerten Landschaften waren seit vielen Jahrhunderten traditionell flache, von Hand gegrabene Brunnen („Omifima“) mit wenigen Metern Tiefe, vereinzelt erreichten sie 10 oder 20 Meter („Eendungu“). Mit dem Aufkommen der maschinell-technischen Entwicklung wurden zur Trinkwassergewinnung Bohrungen niedergebracht, die mehrschichtige Grundwasserzonen erschließen und vereinzelt über 100 m Tiefe erreichen. Bis in die Gegenwart sind Einwohner im angolanischen Cuvelai-Feuchtgebiet immer noch vollständig von der Wasserversorgung aus flachen Brunnen abhängig.
In Hinsicht auf die Mineralisation des Grundwassers gibt es zwischen der nordöstlichen Zuflussregion (Ohangwena-Region) und der westlichen Trockenregion signifikante Charakteristiken. Im Nordosten führt das Grundwasser überwiegend das Hydrogencarbonat-Ion mit Natrium-, Calcium- und Magnesium-Kationen. In den westlich gelegenen Trockenregionen sind Sulfat- und Chloridionen mit Calcium- und Natriumkationen vorherrschend.

## Hydrogeographie
In besonders reichen Regenjahren läuft die Etosha-Pfanne ca. 10 cm hoch voll und lockt dann tausende Flamingos, Wat- und andere Wasservögel an, die hier auch brüten. Das Wasser wird nach ergiebigen Regenjahren vor allem von den Nebenflüssen des Kunene, dem Ekuma, Nipele und dem Gwashigambo im Norden und dem Omuramba Owambo im Osten gespeist. Der durchschnittliche Niederschlag beträgt von Oktober bis April je nach Ort ca. 250–450 mm. Das Wasser hat dann einen doppelt so hohen Salzgehalt wie Meerwasser.
Zuletzt war die Pfanne 2008 großflächig mit Wasser geflutet.

## Trivia
Das Etosha-Gebiet ist durch die monumentalen Aufnahmen im 1968 gedrehten Stanley-Kubrick-Film 2001: Odyssee im Weltraum bekannt geworden.